# Dziewczęce lata Marii Panny
Dziewczęce lata Marii Panny (ang. The Girlhood of Mary Virgin) – obraz olejny Dantego Gabriela Rossettiego, malowany w latach 1848–1849, przedstawiający Marię z Nazaretu jako młodą dziewczynę, w towarzystwie matki – świętej Anny. Jest to pierwszy większy obraz Rossettiego, a jednocześnie pierwsze dzieło tego artysty, które opatrzył on literami PRB (od Pre-Raphaelite Brotherhood – „Bractwo Prerafaelitów”), oznaczające przynależność do Prerafaelitów. Dzieło ma wymiary 83,2 na 65,4 cm. Przechowywane jest w Tate Gallery w Londynie.
Artysta rozpoczął pracę nad obrazem latem 1848 roku. Do postaci św. Anny pozowała matka malarza, Frances Polidori Rossetti, natomiast jego siostra, Christina Rossetti była modelem Marii. Rossetti malował farbami olejnymi, ale z wykorzystaniem pędzli do akwareli, malując delikatnie na uprzednio pokrytej na biało powierzchni płótna. Obraz został po raz pierwszy wystawiony w 1849. Zyskał duże uznanie krytyków i został zakupiony za 80 gwinei przez markizę z Bath. Przed wysłaniem obrazu do nabywcy w sierpniu 1849, Rossetti poprawił twarz anioła i sukienkę Marii. Kolejne przemalowanie miało miejsce w 1864 na zlecenie ówczesnej właścicielki dzieła, lady Louisy Fielding (córki pierwszej nabywczyni obrazu); artysta poprawił wtedy anielskie skrzydła (z białych na różowe) i rękawy Marii (z żółtych na brązowe).
Z obrazem związane są tematycznie dwa sonety autorstwa Rossettiego. Pierwszy z nich, wyjaśniający symbolikę obrazu, znajdował się na pozłacanym skrawku papieru przyczepionym do oryginalnej ramy obrazu, drugi albo również umieszczony był na ramie, albo zamieszczono go w katalogu wystawy. W 1864 Rossetti zmienił obramowanie obrazu na bardziej prostokątne i umieścił wtedy na nim oba sonety obok siebie, poniżej obrazu. To częsty przypadek w pracy Rossettiego – artysta niejednokrotnie łączył utwory malarskie z poetyckimi.
Obraz przedstawia Marię i jej matkę, świętą Annę. Kobiety siedzą przy stole i haftują kwiat lilii. W pomieszczeniu znajduje się również anioł, podtrzymujący roślinę, natomiast za oknem widać świętego Jochachima, przycinającego winorośle.
Obraz wypełniony jest licznymi rekwizytami o znaczeniu symbolicznym, zgodnym z symboliką średniowieczną – haftowana przez Marię lilia symbolizuje czystość (ten sam kwiat pojawił się na późniejszym obrazie Rossettiego – Zwiastowaniu, gdzie został on wręczony Marii przez Archanioła Gabriela), znajdująca się na oknie lampa reprezentuje pobożność, przycinana przez ojca Marii winorośl – eucharystię, gołąb siedzący na oknie – Ducha Świętego, spoczywające obok anioła książki i ich kolory – cnoty nadziei, wiary i dobroczynności, czerwony materiał za kobietami – strój Chrystusa, a gałązki palmowe leżące u stóp Marii i róża na oknie – przyszłą pasję i cierpienie Jezusa. Ponadto występujące na obrazie kwiaty lilii i róża są tradycyjnie kwiatami maryjnymi.